# Scottish National League 2009/10
Die Saison 2009/10 ist die Austragung der höchsten schottischen Eishockeyliga, der Scottish National League. Die Ligadurchführung erfolgt durch die Scottish Ice Hockey Association, den schottischen Verband unter dem Dach des britischen Eishockeyverbandes Ice Hockey UK.

## Modus
Alle Mannschaften spielten eine einfache Runde mit Hin- und Rückspiel.

## Hauptrunde
| Platz | Mannschaft               | Spiele | S  | U | N  | Tore   | Punkte |
| ----- | ------------------------ | ------ | -- | - | -- | ------ | ------ |
| 1.    | Kirkcaldy Kestrels       | 14     | 13 | 0 | 1  | 78:44  | 26     |
| 2.    | Dundee Comets            | 13     | 10 | 1 | 2  | 102:40 | 21 1   |
| 3.    | Kilmarnock Storm         | 14     | 9  | 0 | 5  | 83:51  | 18     |
| 4.    | Solway Sharks            | 13     | 6  | 0 | 7  | 35:70  | 12 1   |
| 5.    | Dundee Tigers            | 14     | 4  | 3 | 7  | 57:57  | 11     |
| 6.    | North Ayrshire Wild      | 14     | 5  | 0 | 9  | 53:87  | 10     |
| 7.    | Edinburgh Capitals (SNL) | 14     | 3  | 2 | 9  | 44:74  | 8      |
| 8.    | Moray Typhoons           | 14     | 2  | 0 | 12 | 27:56  | 4      |